# Jenny Koralek
Jenny Koralek (geboren als Jennifer Chadwick 5. November 1934 in Vryburg, Südafrikanische Union; gestorben 18. Oktober 2017 in London) war eine britische Schriftstellerin von Kinder- und Jugendbüchern.

## Leben
Jennifer Chadwick war eine Tochter des Vivian Chadwick und der Audrey Absell. Trevor Chadwick war ein Onkel. Chadwick besuchte die Talbot Heath School in Bournemouth. Sie studierte an der Sorbonne. Chadwick heiratete den österreichischen Flüchtling und Architekten Paul Koralek, sie hatten drei Kinder, die Tochter Katy Ricks wurde Schulleiterin der Sevenoaks School.
Koralek wurde Schriftstellerin und schrieb vornehmlich Bücher für Kinder und Jugendliche, insgesamt mehr als 30 Titel. Sie engagierte sich in der englischen Gurdjieff Society und übersetzte Schriften des Gurdjieff-Schülers Henri Tracol aus dem Französischen.

## Werke (Auswahl)
- John Logan's rooster. Illustrationen Sally Holmes. London : Hamilton, 1981
- Toad Tuesday. Illustrationen Martin Ursell. Kingswood : Kaye & Ward, 1982
- Badgers Three. Illustrationen Martin Ursell. Kingswood : Kaye & Ward, 1983
- The song of Roland Smith. Illustrationen Peter Rush. London : Methuen Children’s Books, 1986
- The knights of Hawthorn Crescent. Illustrationen John Lawrence. London : Methuen Children’s Books, 1986
- Message in a bottle. Illustrationen Kate Fitzsimon. Cambridge : Lutterworth, 1987
- Mabel's story. Illustrationen John Lawrence. Harmondsworth : Puffin Books, 1986
- The Friendly Fox. Illustrationen Beverley Gooding. Little mammoth, 1988
- The Cobweb Curtain. Illustrationen Pauline Baynes. London : Methuen Children’s Books, 1989
- Going Out with Hatty. London : Mammoth, 1989
- mit Juan Wijngaard: Hanukkah : the festival of lights. London : Walker, 1989
- René Zuber: Who Are You, Monsieur Gurdjieff? Vorwort P. L. Travers. Übersetzung aus dem Französischen Jenny Koralek. London : Arkana, 1990
- The Boy and the Cloth of Dreams. Cambridge, Massachusetts : Candlewick Press, 1994
- A Treasury of Stories from Hans Christian Andersen. Illustrationen Robin Lawrie. London : Kingfisher, 1996
- A treasury of stories from the brothers Grimm. Illustrationen Robin Lawrie. London : Kingfisher, 1996
- Cat & Kit. Illustrationen Patricia MacCarthy. London : Puffin, 1996
- Snow White and the Seven Dwarfs. Illustrationen Susan Scott. Hove : Macdonald Young Books, 1997
- Keeping Secrets. London : Mammoth, 1997
- Dad, Me and the Dinosaurs. Illustrationen Doffy Weir. London : Puffin, 1998
- Once upon Olympus. Illustrationen John Holder. Cambridge : Cambridge University Press, 1998
- (Hrsg.): A lively oracle : a centennial celebration of PL Travers, magical creator of Mary Poppins. Enfield : Airlift, 1999
- Night Ride to Nanna's. Illustrationen Mandy Sutcliffe. London : Walker Books, 2001
- War Games. London : Egmont, 2002
- The Moses Basket. London : Frances Lincoln, 2003
- The Coat of Many Colors. Illustrationen Pauline Baynes. London : Frances Lincoln Children’s, 2005
- (Hrsg.): Marvellous magical stories. Illustrationen Sarah Horne. London : Kingfisher, 2007
- The Story of Queen Esther. Illustrationen Grizelda Holderness. Grand Rapids, MI : Eerdmans Books for Young Readers, 2009
- Cosmic Mysteries: A Fable. Toward Publishing, 2015
- Mother, Do Not Weep for Me: A Son's Life Remembered with Joy. Sandpoint, Idaho : Morning Light Press, 2010. Biografie des Sohnes Ben Koralek.